# UGC 68
UGC 68 es una galaxia espiral barrada localizada en la constelación de Pegaso.